# Bobcat Goldthwait

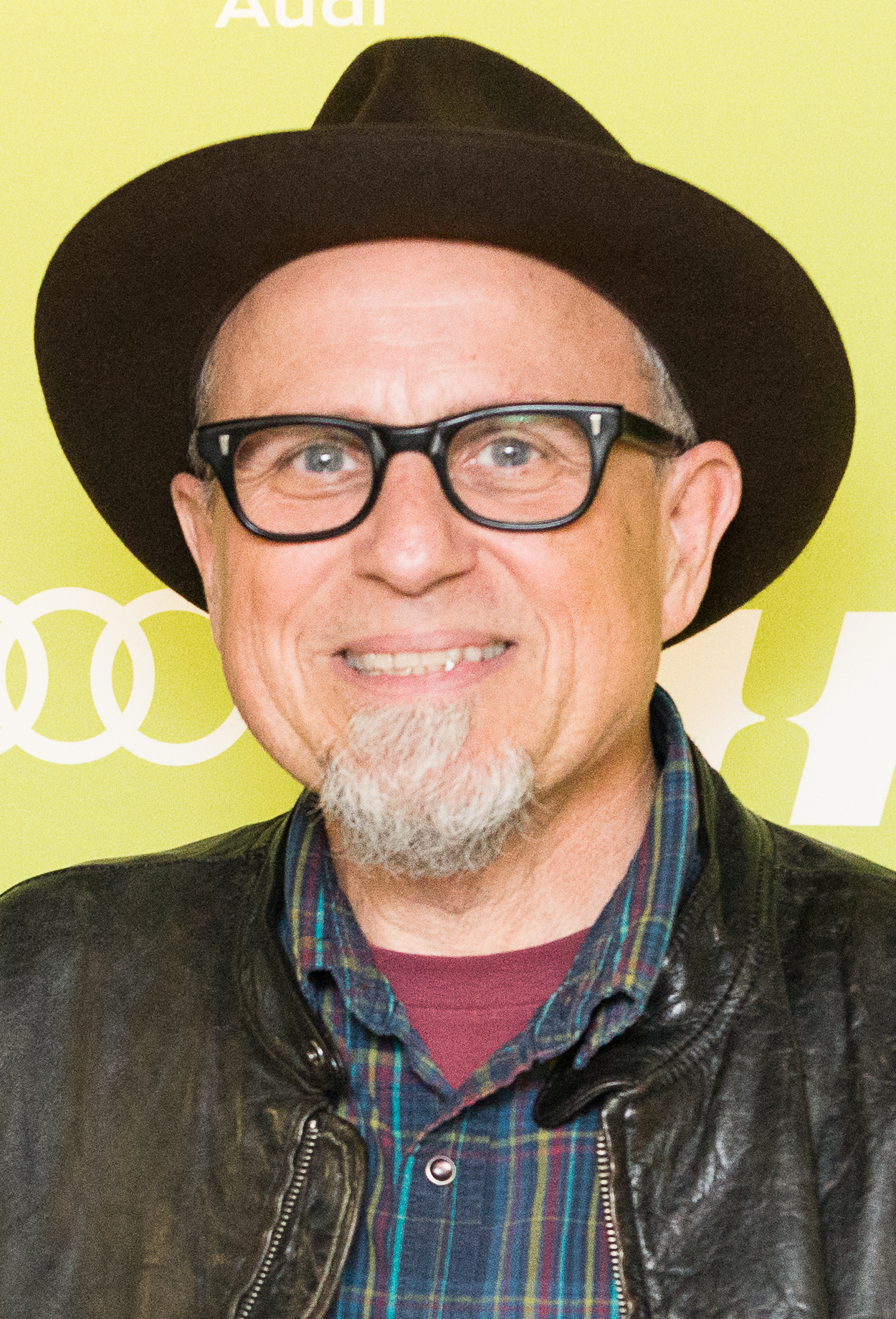
Bobcat Goldthwait (2015)

Robert „Bobcat“ Goldthwait (* 26. Mai 1962 in Syracuse) ist ein US-amerikanischer Komiker, Schauspieler, Regisseur und Drehbuchautor. In den 1980er Jahren wurde er durch seine Rolle als durchgedrehter Zed in den Police-Academy-Filmen bekannt. Später widmete er sich verstärkt der Produktion von Comedy-Sendungen und drehte Fernsehserien und Spielfilme.

## Karriere
Goldthwait entschied sich schon in frühen Jahren, die Karriere als Komiker einzuschlagen und trat schon professionell in seiner Highschoolzeit auf, als er 15 Jahre alt war. Goldthwait wurde als Stand-Up Comedian bekannt und hatte drei Fernsehspecials in den 1980ern: Bob Goldthwait – Is He Like That All the Time?, An Evening with Bobcat Goldthwait – Share the Warmth und Meat Bob.
Seine erste größere Rolle hatte er in den Filmen der Police-Academy-Serie, in denen er von 1985 bis 1987 mitspielte. 1988 war Goldthwait an der Seite von Bill Murray und Robert Mitchum in Die Geister, die ich rief … zu sehen. Für seinen ersten eigenen Spielfilm Clowns – Ihr Lachen bringt den Tod (1992) schrieb Goldthwait das Drehbuch, führte Regie und übernahm selbst eine Rolle im Film. Im gleichen Jahr hatte er einen Gastauftritt in Eine schrecklich nette Familie als einer von Peggy Bundys Verwandten.
1985 trat er in den Musikvideos zu Leader of the Pack und Be Chrool to Your Scuel der Rockband Twisted Sister auf.
Am 9. Mai 1994 hatte Goldthwait einen umstrittenen Auftritt in der The Tonight Show von Jay Leno, in der er eine Couch in Brand steckte. Er wurde wegen Brandstiftung angezeigt und aus der Show geworfen.
Goldthwait ist in den Vereinigten Staaten auch als Synchronsprecher bekannt. Er lieh seine Stimme vielen Figuren in Fernsehserien wie Capital Critters (1992), The Moxy Show (1995), Auf schlimmer und ewig (1995–1999), Hercules (1998–1999) und Captain Buzz Lightyear – Star Command (2000).
Goldthwait moderierte 1998 die Comedy-Quizshow Bobcat’s Big Ass Show. Wiederholt trat er in Sendungen wie Chappelle’s Show und Jimmy Kimmel Live! auf. Für letztere war Goldthwait von 2004 bis 2006 auch als Regisseur tätig. Er beendete das Engagement, um sich wieder verstärkt seiner Filmkarriere zu widmen.
Im Jahr 2009 erschien Goldthwaits Film World’s Greatest Dad mit Robin Williams in der Hauptrolle. 2011 folgte die schwarze Komödie God Bless America.

## Privatleben
Goldthwait heiratete 1986 die Filmproduzentin Ann Luly, das Paar bekam zwei Kinder. Die Ehe wurde 1998 geschieden. Mitte 1999 verlobte er sich mit Nikki Cox, die er kennenlernte, als er für Auf schlimmer und ewig Mr. Floppy die Stimme lieh. Die Verlobung wurde 2005 gelöst. Von 2009 bis 2014 war er mit Sarah de Sa Rego verheiratet.

## Filmografie (Auswahl)

### Schauspieler
- 1985: Police Academy 2 – Jetzt geht’s erst richtig los (Police Academy 2: Their First Assignment)
- 1986: Ein ganz verrückter Sommer (One Crazy Summer)
- 1986: Police Academy 3 – … und keiner kann sie bremsen (Police Academy 3: Back in Training)
- 1987: Die diebische Elster (Burglar)
- 1987: Police Academy 4 – Und jetzt geht’s rund (Police Academy 4: Citizens on Patrol)
- 1988: Die Geister, die ich rief … (Scrooged)
- 1988: Heiß auf Trab (Hot to Trot)
- 1988: Tapeheads – Verrückt auf Video (Tapeheads)
- 1990/1996: Geschichten aus der Gruft (Tales from the Crypt, Fernsehserie, 2 Folgen)
- 1991: Clowns – Ihr Lachen bringt den Tod (Shakes the Clown)
- 1992: Eine schrecklich nette Familie (Married… with Children, Fernsehserie, Folge 7x01)
- 1992: Golden Palace (The Golden Palace, Fernsehserie, Folge 1x02)
- 1993: Grusel, Grauen, Gänsehaut (Are You Afraid of the Dark, Fernsehserie, Folge 2x01)
- 1994: Nachtschicht mit John (The John Larroquette Show, Fernsehserie, Folge 1x14)
- 1995: Aliens, Akkordeons und jede Menge Ärger (Out There)
- 1995: Emergency Room – Die Notaufnahme (ER, Fernsehserie, Folge 1x15)
- 1995: Destiny – Hoher Einsatz in Las Vegas (Destiny Turns on the Radio)
- 1997: Sabrina – Total Verhext! (Sabrina, the Teenage Witch, Fernsehserie, Folge 2x11)
- 2001: Blow
- 2003: Die wilden Siebziger (That ’70s Show, Fernsehserie, Folge 5x17)
- 2003: Grind – Sex, Boards & Rock’n’Roll (Grind)
- 2003: CSI: Vegas (CSI: Crime Scene Investigation, Fernsehserie, Folge 3x20)

### Synchronisation
- 1992–1995: Mäuse an der Macht (Capitol Critters, 13 Folgen) … als Muggle
- 1993: Eek! The Cat (Folge 2x14) … als Blitzen
- 1994/1995: Duckman (2 Folgen) … als Indian, Cinque/Wino
- 1995: Beavis and Butt-Head (2 Folgen) als Bum, Panhandler
- 1996: Der Tick (The Tick, Folge 3x10) … als Uncle Creamy
- 1997: Dr. Katz, Professional Therapist (Folge 3x09) … als Bob
- 1997: Hercules .. als Pain
- 1998: Die Simpsons (The Simpsons, Folge 9x15) … als Bobcat Goldthwait
- 1998–1999: Hercules (22 Folgen) … als Pain
- 1995–1999: Auf schlimmer und ewig (Unhappily Ever After, 100 Folgen) … als Mr. Floppy
- 2000: Captain Buzz Lightyear – Star Command (Buzz Lightyear of Star Command, 5 Folgen) als XL
- 2001–2002: Mickys Clubhaus (House of Mouse, 5 Folgen) … als Pain
- 2003–2006: Lilo & Stitch (3 Folgen) … als Nosy
- 2009: Barnyard – Der tierisch verrückte Bauernhof (Back at the Barnyard, Folge 2x19) … als Hockey Mask Bob
- 2012: Adventure Time – Abenteuerzeit mit Finn und Jake (Adventure Time, Folge 4x03) … als Ed
- 2013: Randy Cunningham: Der Ninja aus der 9. Klasse (Randy Cunningham: 9th Grade Ninja, Folge 1x15) … als Dickie
- 2013: Regular Show – Völlig abgedreht (Regular Show, Folge 5x13) … als Johnny Crasher

### Regie
- 1991: Clowns – Ihr Lachen bringt den Tod (Shakes the Clown)
- 2003: Windy City Heat (Fernsehfilm)
- 2006: Sleeping Dogs Lie (Stay)
- 2009: World’s Greatest Dad
- 2011: God Bless America
- 2018: Misfits & Monsters (Serie, 8 Folgen)
- 2020: AJ and the Queen (Serie, 1 Folge)

## Auszeichnungen (Auswahl)
Goldene Himbeere
- 1989: Nominierung als Schlechtester Schauspieler für Heiß auf Trab

Montréal Comedy Festival ‘Just for Laughs’
- 2004: Festival Prize für Windy City Heat